# Königsberger Schloss

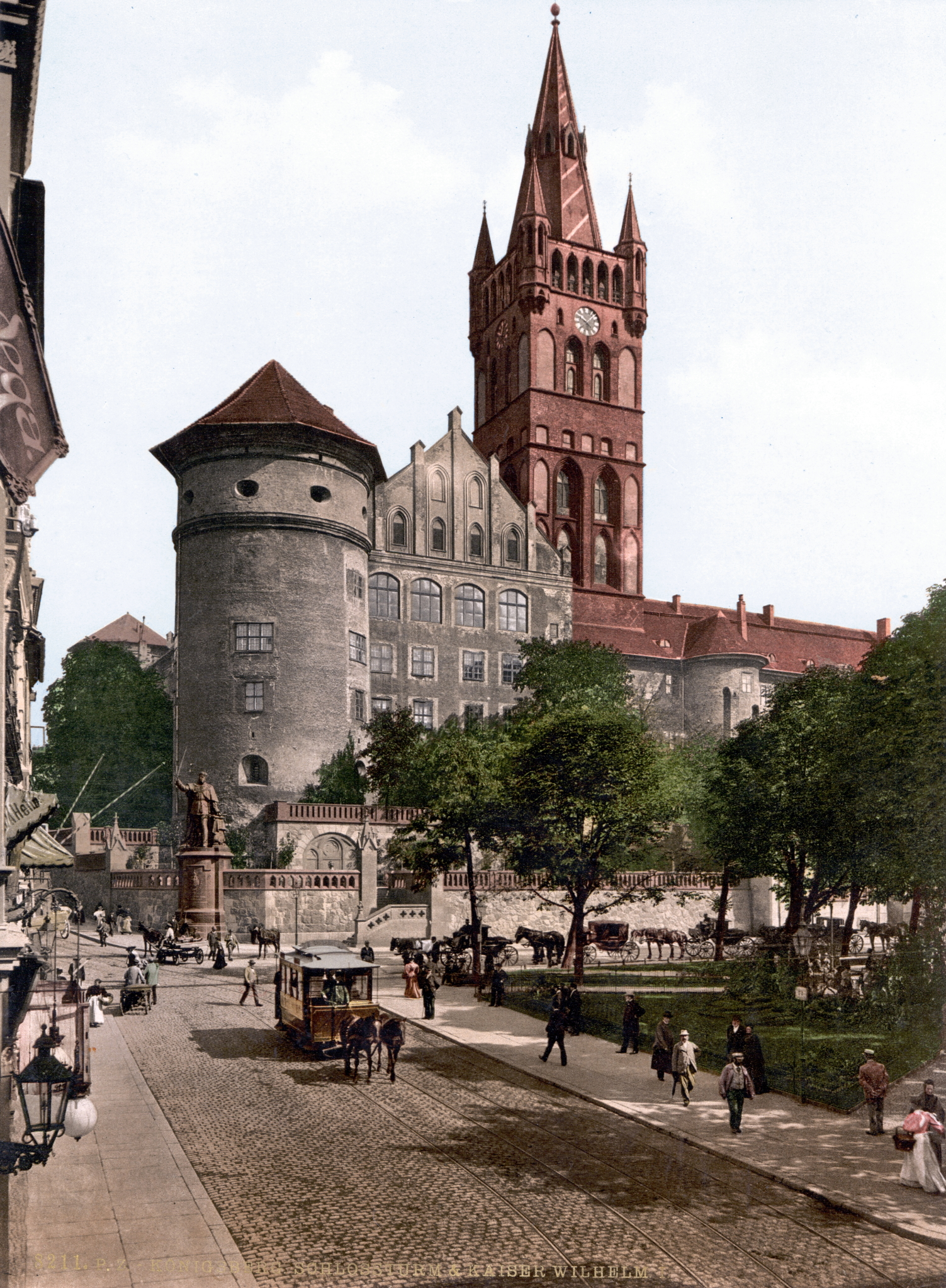
Königsberger Schloss (1895)

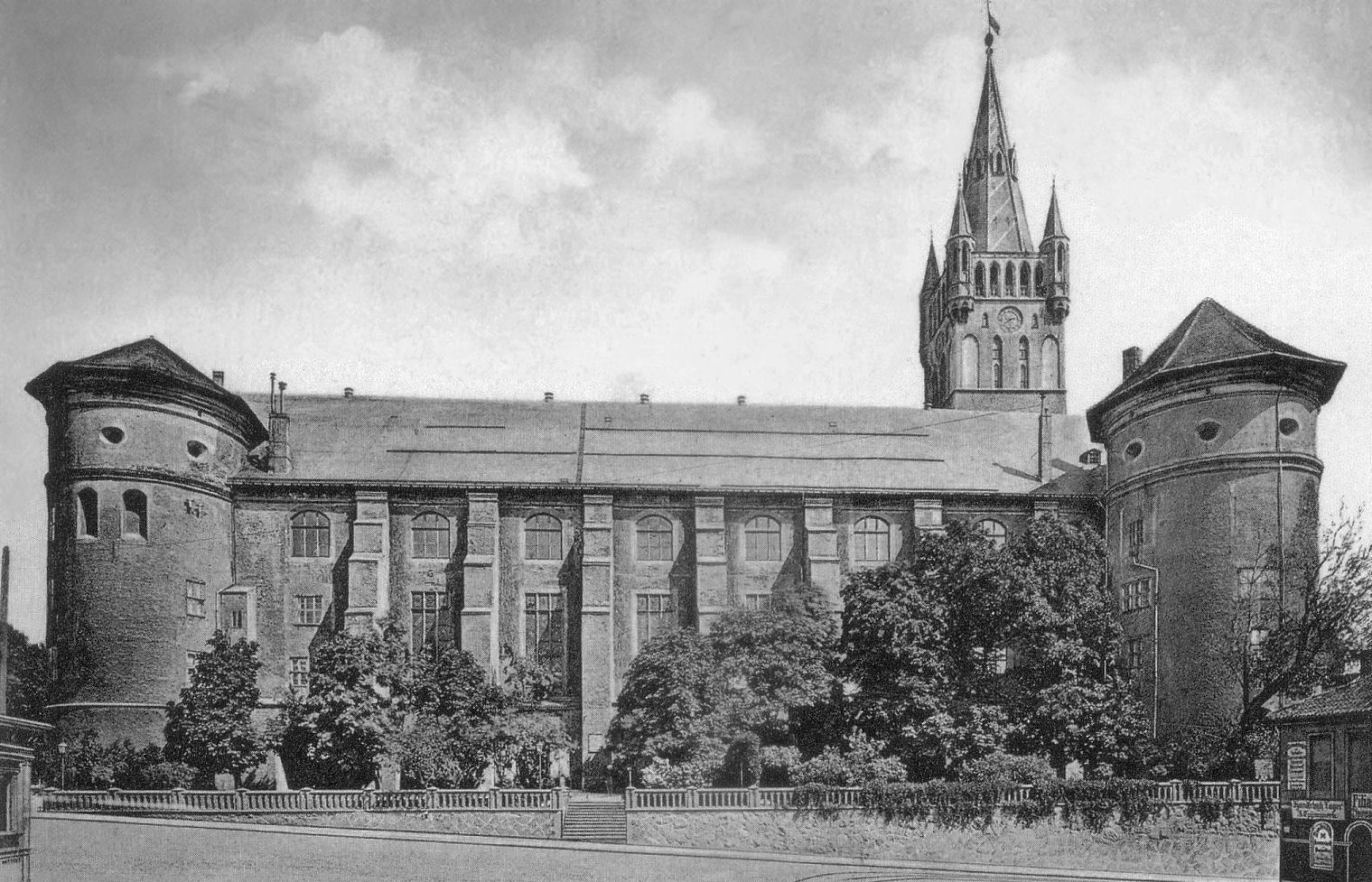
Seitenansicht des Schlosses vor 1900

Das Königsberger Schloss war neben dem Königsberger Dom ein Wahrzeichen der ostpreußischen Hauptstadt Königsberg, des heutigen Kaliningrad in Russland. Im Zweiten Weltkrieg flog die Royal Air Force Ende August 1944 zwei nächtliche Luftangriffe auf Königsberg. Dabei ausgebrannt, erlitt das Schloss in der Schlacht um Königsberg 1945 weitere Zerstörungen. In der Nachkriegszeit war die Schlossruine dem weiteren Verfall preisgegeben. Einzelne Teile des Ruinenkomplexes wurden ab 1953 (Schlossturm) bereits niedergelegt. Der sowjetische Staats- und Parteichef Leonid Iljitsch Breschnew ließ 1968 die Ruine restlos sprengen und abtragen.

## Bedeutung
Der Bau hatte die größte Länge von 104 m und größte Breite 66,8 m. Der mit 84,5 m höchste Turm stand am Kaiser-Wilhelm-Platz. Die geschichtlichen Ereignisse haben immer wieder Veranlassung zu Veränderung oder zu Neubauten gegeben. 1312 wurde Königsberg Sitz des Ordensmarschalls. Während des ganzen 14. Jahrhunderts gingen von hier die Kriegszüge gegen die Litauer aus. 1457 wurde Königsberg nach Verlust der Marienburg Residenz der Hochmeister, 1525 wurde das Schloss die Residenz von Herzog Albrecht (Preußen) aus dem Haus Hohenzollern. Ihm folgten ab 1618 die Kurfürsten von Brandenburg. Am 18. Januar 1701 krönte sich im Audienzsaal des Schlosses Kurfürst Friedrich III. zum König Friedrich I. in Preußen. Als Hauptstadt des Königreichs Preußen in der preußischen Monarchie wurde Königsberg nun nach Berlin zur zweiten Residenz.
Die von 1584 bis 1595 durch den vom württembergischen Herzog nach Königsberg entsandten Baumeister Blasius Berwart erbaute Schlosskirche war 1701 und 1861 die Krönungskirche der preußischen Könige Friedrich I. und Wilhelm I. Die Absicht Friedrichs, das Schloss zu einem imposanten Barockbau auszugestalten, wurde nach seinem Tode aufgegeben. Daher wurde nur der südöstliche Flügel des Schlosses, der sogenannte Unfriedtbau (auch Friedrichsbau genannt) in barocker Bauweise fertiggestellt. In der Folgezeit wurde das Schloss mehr und mehr Behördenhaus und Museumsbau.

## Gebäudeensemble

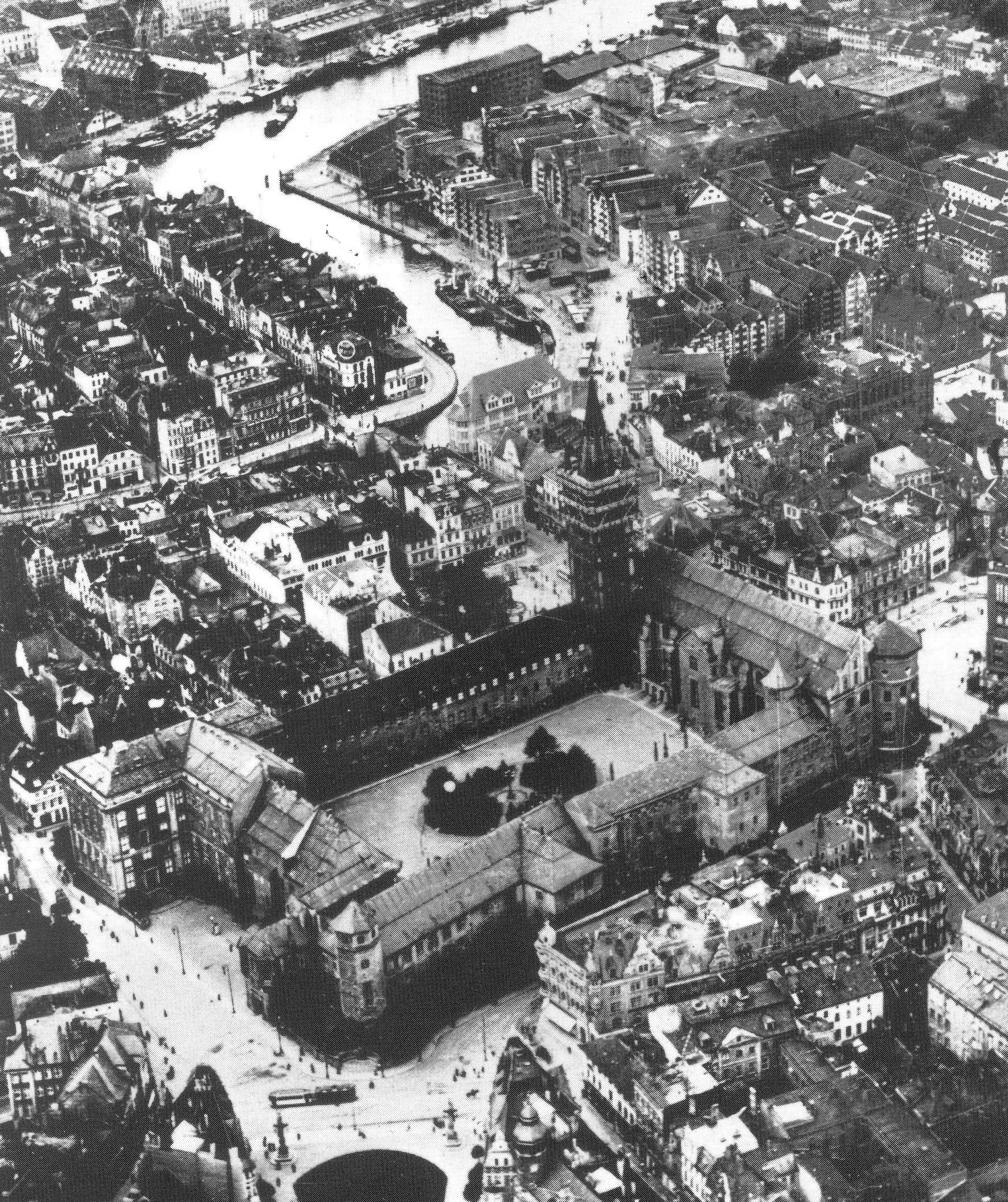
Königsberger Schloss, Luftaufnahme Nordosten 1925

Der geschlossene Gebäudetrakt hatte vier Flügel:
- Ost, Eingangsseite am Schloßplatz: Unfriedtbau, Verwaltung, Hauptwache, Albrechtstor und Haberturm
- Süd: Wohnung des Oberpräsidenten, Prussia-Museum, städtische Kunstsammlungen, Unfriedtbau; an der Altstädtischen Bergstraße
- West: Schlosskirche, Moskowitersaal mit Eingang am Gesekusplatz
- Nord: Preußisches Staatsarchiv, Blutgericht, Ostpreußische Regierung (Justizbehörde) / Oberlandesgericht Königsberg; an der Schloßstraße; siehe auch Herzog-Albrecht-Denkmal

Von den Türmen waren erhalten:
- Schlossturm am Kaiser-Wilhelm-Platz (Südwestecke des Schlosses)
- Haberturm, der älteste (achteckige) Turm am Münzplatz (Nordostecke des Schlosses)
- Rundturm an der Südwestecke des Schlosses (Kaiser-Wilhelm-Platz)
- Berwart-Turm am Gesekusplatz (Nordwestecke des Schlosses)
- Lidelauturm am Nordflügel

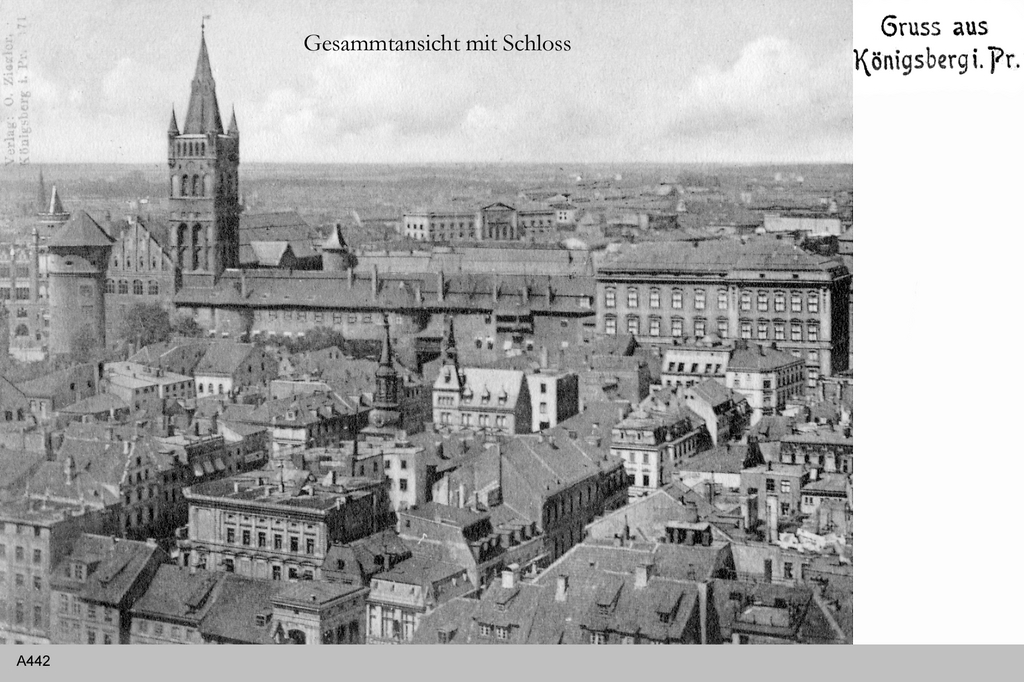
Blick über die Altstadt auf die Südseite des Schlosses
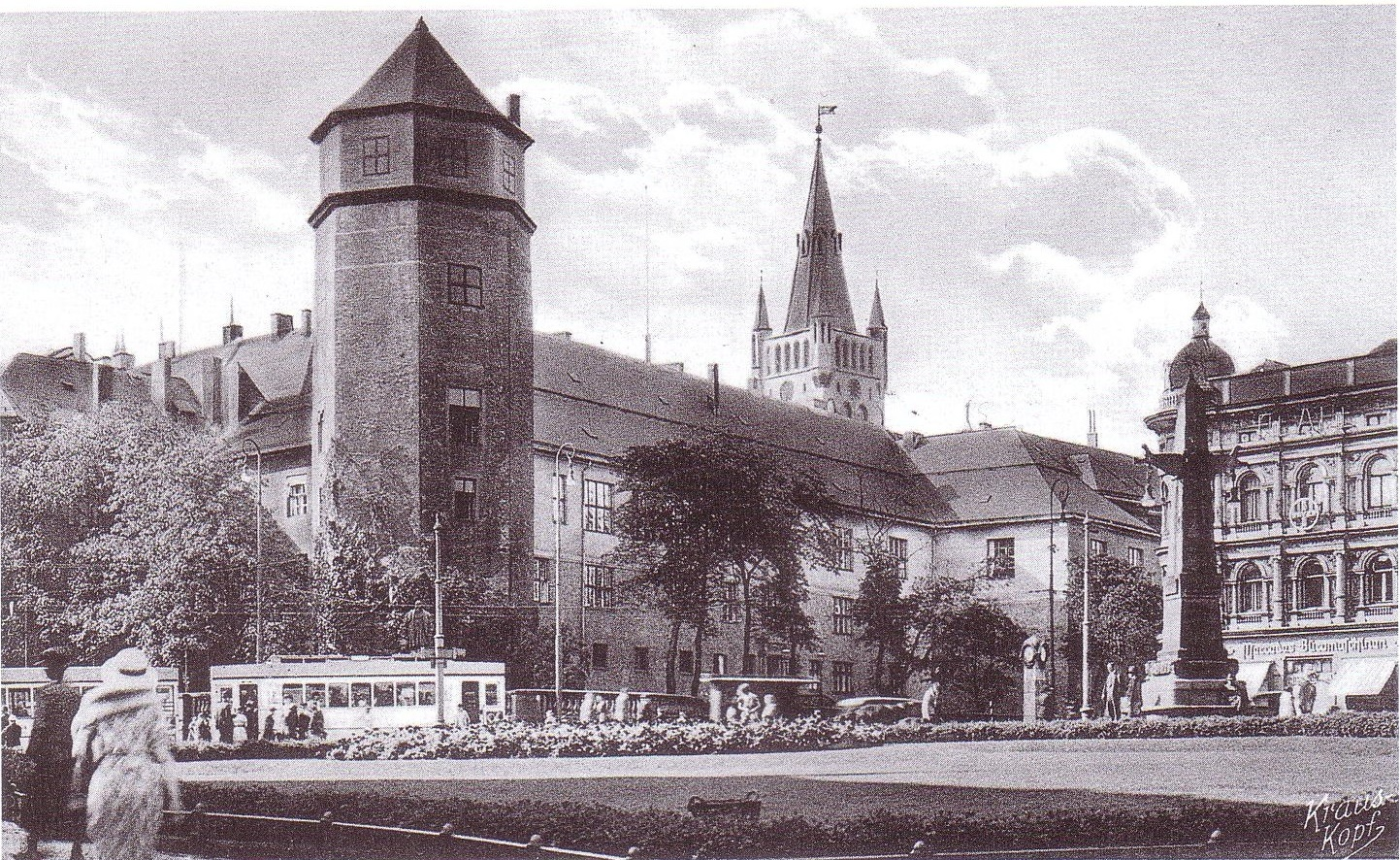
Nordost-Ecke des Schlosses mit Haberturm am Münzplatz
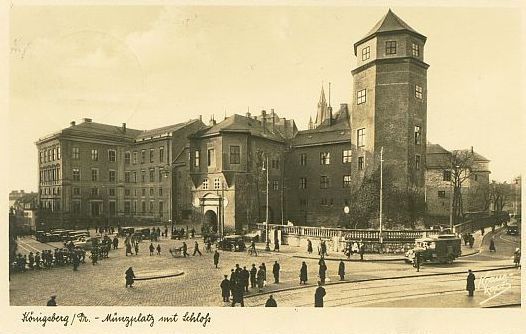
Ostseite des Schlosses mit Hauptwache und Albrechtstor am Schlossplatz
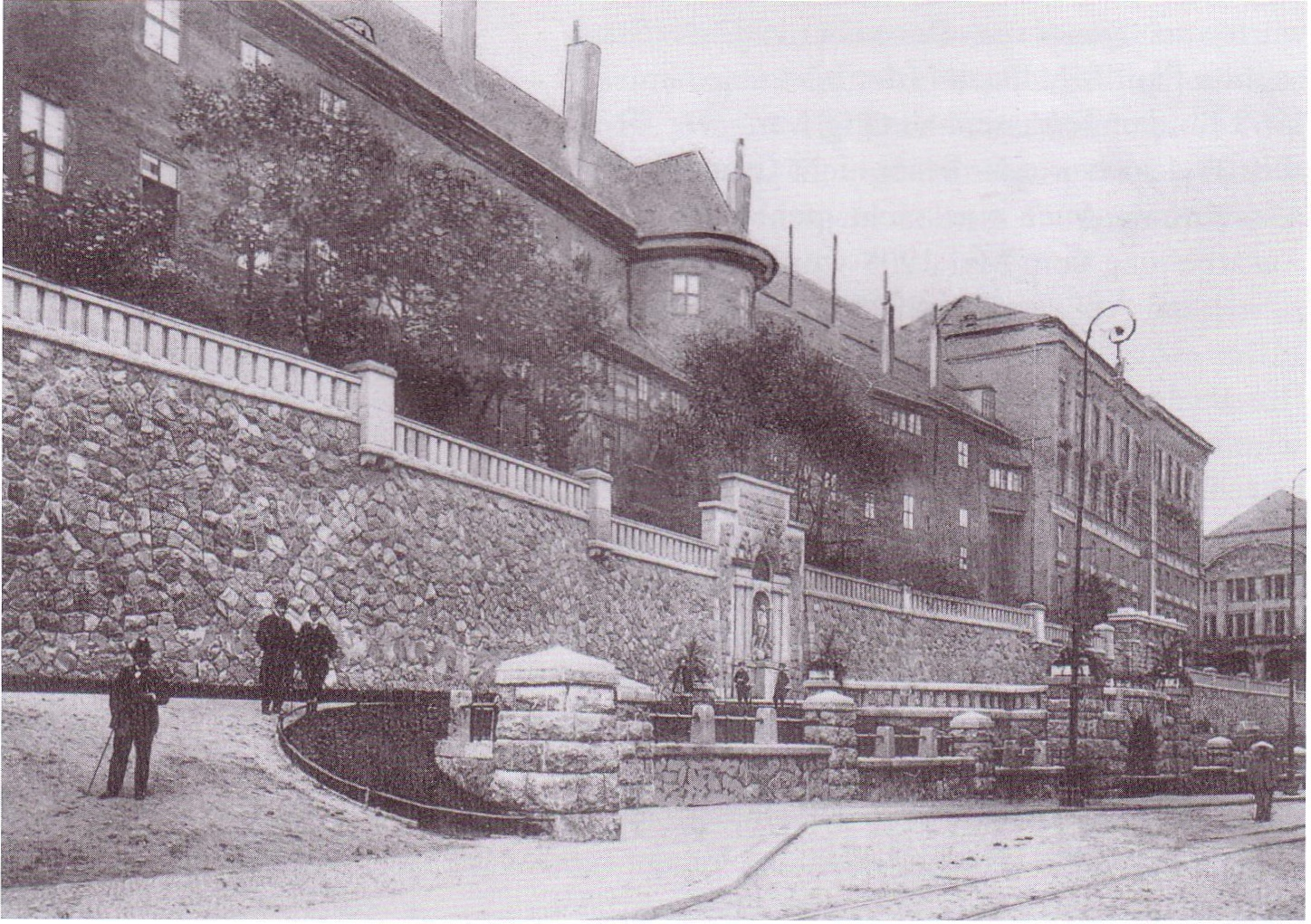
Südflügel mit Schlossterrasse und Unfriedtbau an der Altstädtischen Bergstraße
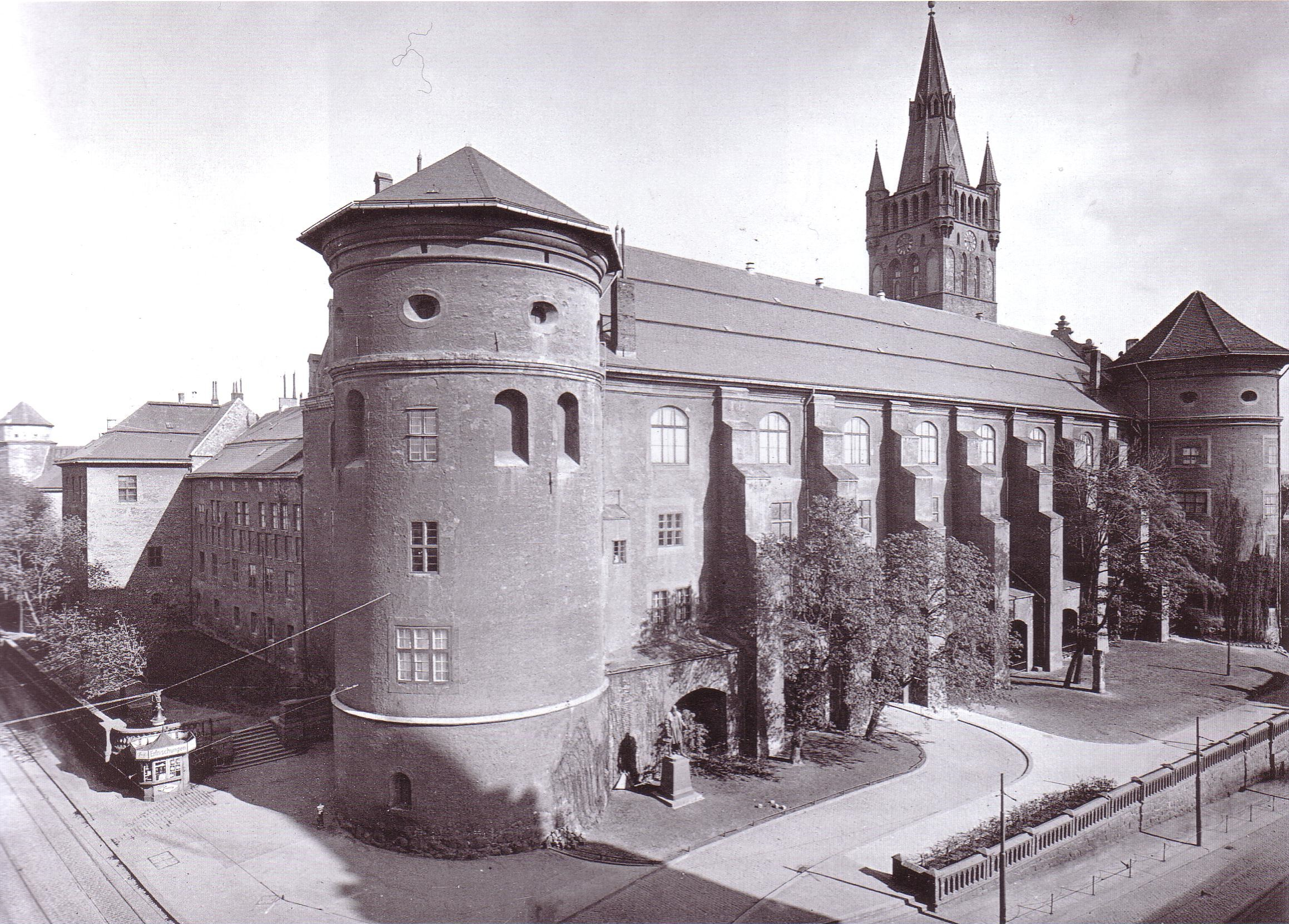
Nordwest-Ecke des Schlosses mit Berwart-Turm am Gesekusplatz
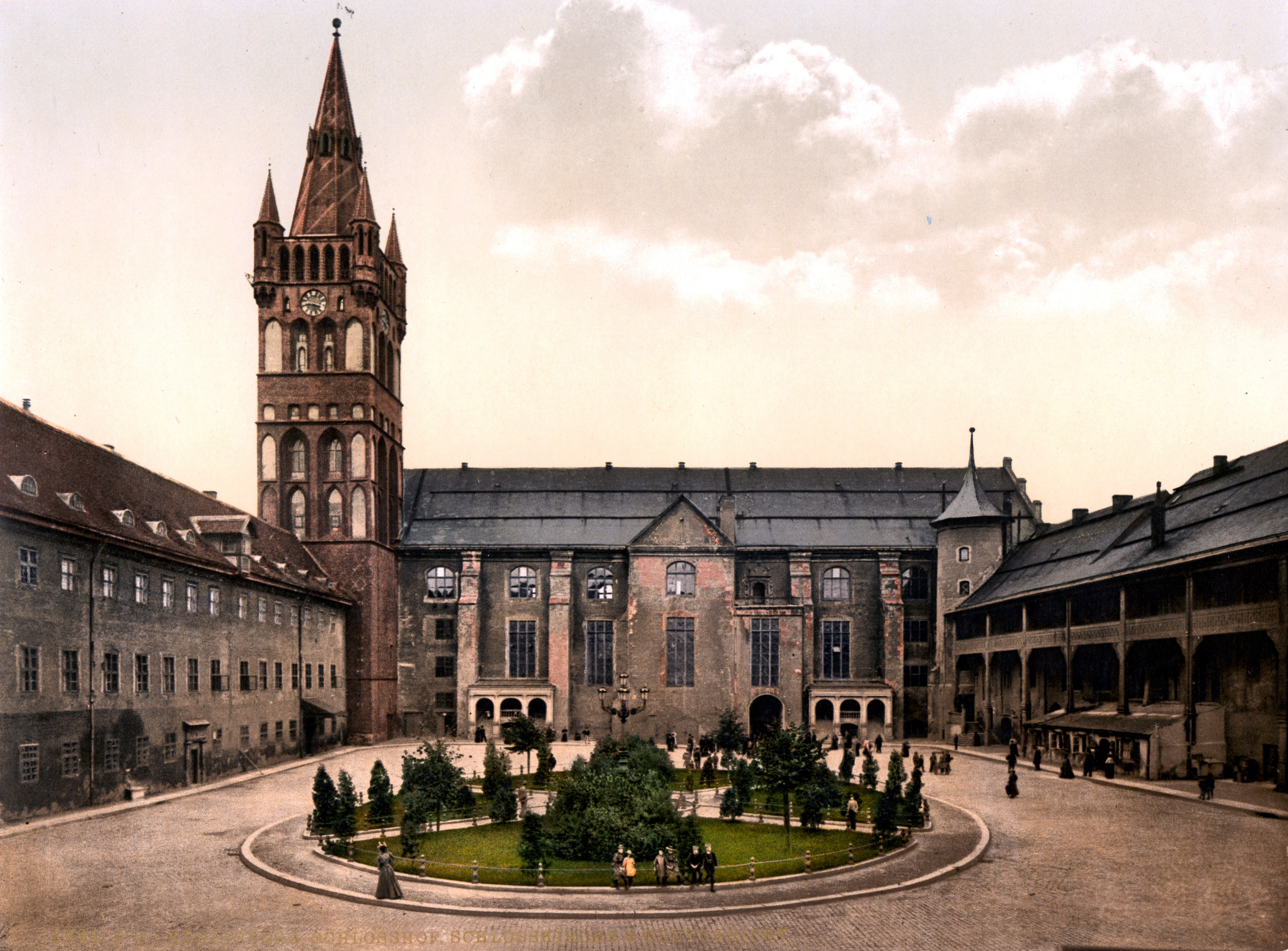
Schlosshof mit Blick auf die Westseite (Schlosskirche)
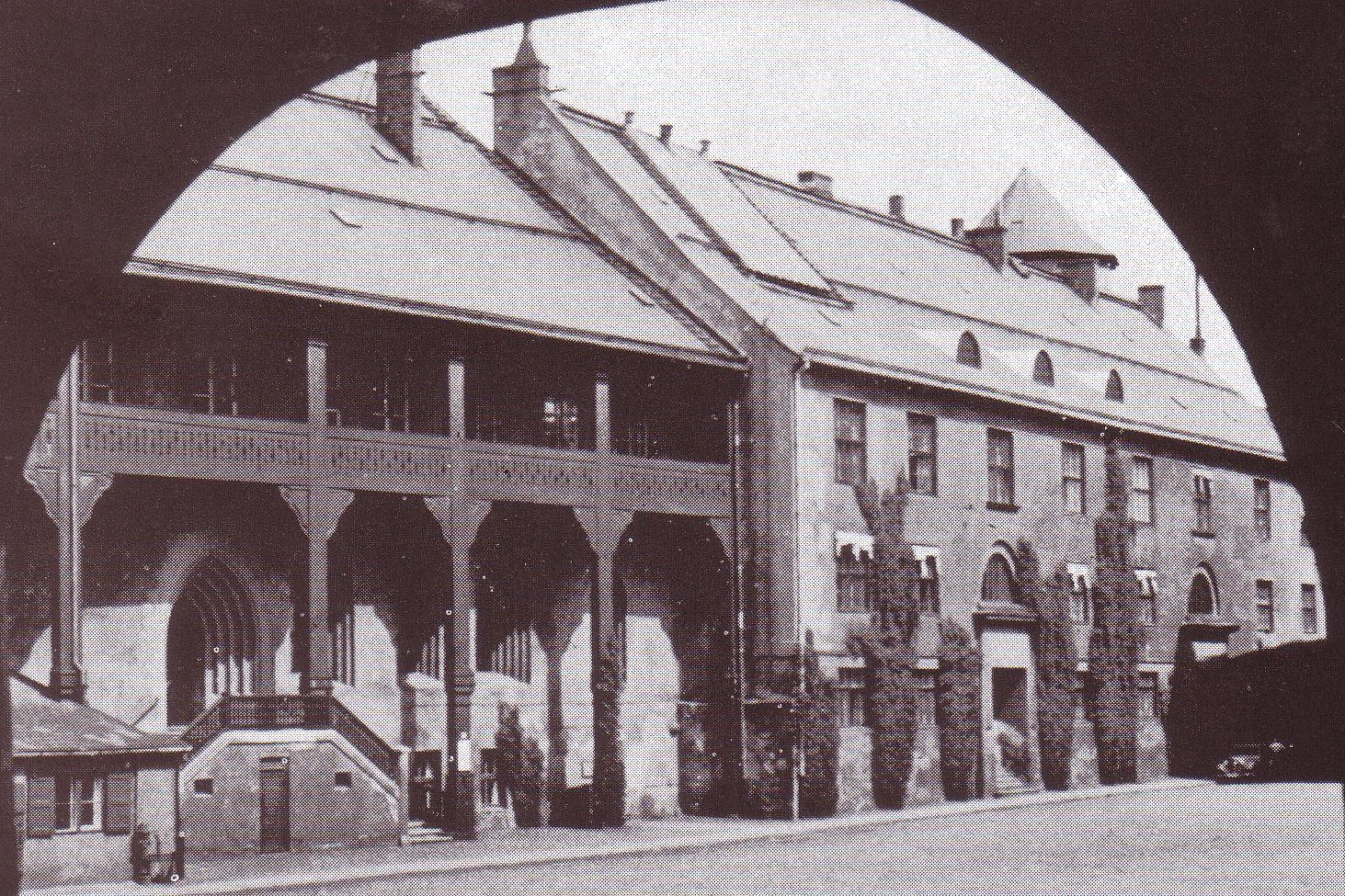
Nordflügel (Hofseite) mit Eingang zum historischen Weinlokal „Blutgericht“
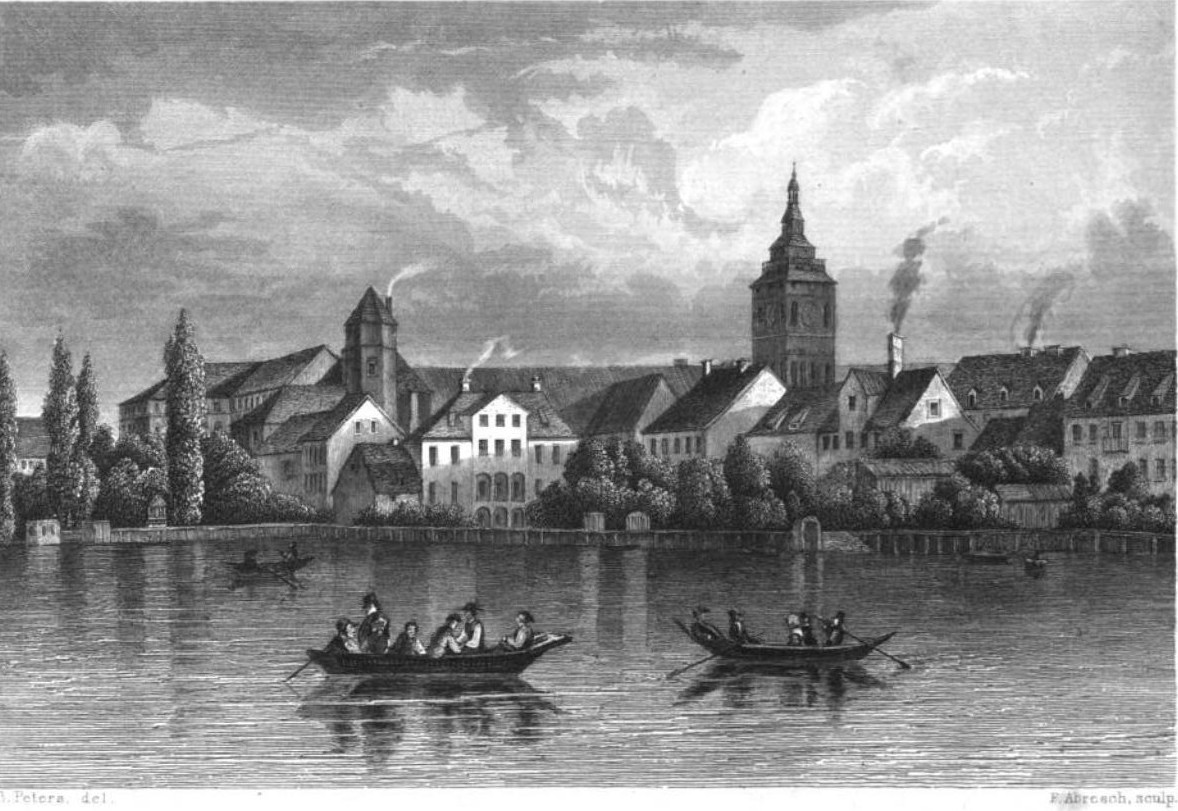
Königsberger Schloss um 1840 (Stahlstich nach einer Zeichnung von B. Peters)

## Nutzung
- Residenz des Ordensmarschalls und der Komtur ab 1330
- Residenz der Hochmeister des Deutschen Ordens (1457–1525)
- (Zeitweise) Residenz der Herzöge von Preußen
- Amtssitz der Oberburggrafen
- Residenz der Hohenzollern als Könige in/von Preußen
- Prussia-Museum: Landeskundliche Ausstellung der Altertumsgesellschaft Prussia
- Blutgericht, weltberühmtes Weinrestaurant im westlichen Nordflügel
- Silberbibliothek, wertvolle Handschriftensammlung
- Ostpreußische Regierung (Justizbehörde)
- Oberlandesgericht Königsberg
- Ostpreußisches Provinzialmuseum
- Denkmalamt der Provinz Ostpreußen
- Preußisches Staatsarchiv Königsberg
- Städtische Kunstsammlungen im Südflügel, siehe Alfred Rohde (Kunsthistoriker)

## Museum der Ordensräume
Die Räume des Deutschen Ordens waren als Museum im Nordflügel des Schlosses erhalten. Der älteste Bauteil war der rechteckige Turm, den der Vogt des Samlandes Diderich von Lidelau zwischen 1278 und 1292 erbaut hatte. Bezeugt war das von einer Tonplatteninschrift in gotischen Großbuchstaben im Untergeschoss. Beiderseits des Turmes lagen die Remter, in denen der Ordensmarschall und seit 1457 der Hochmeister wohnten. Herzog Albrecht 1526 feierte seine Hochzeit mit Dorothea von Dänemark in diesen Räumen, in denen er mit ihr bis 1533 wohnte.
Nach Westen reichte das Museum bis zum Turm des Kürschners, dem nordwestlichen runden Eckturm des Georg-Friedrich-Baus. Bei seiner Errichtung hatte Blasius Berwart einen etwas weiter östlich stehenden Turm dieses Namens abgebrochen; sein Name ging auf den neuen Rundturm über. In ihm lag die Silberbibliothek. Der 1527 aus Ulm in den Kneiphof gekommene Goldschmied J. Freudner fertigte 1541 dem Herzog das berühmte Albrechtsschwert in Silber. Ferner besaß das Museum einen ziselierten Harnisch Herzog Albrechts und das Schnitzbild von Hans Schenck. Es wurde auf abenteuerliche Weise gerettet und kam in das Schlossmuseum Grunewald. Im ehemaligen Ordensarchiv befand sich der Geleitbrief Karls V. (HRR) für Martin Luther, als er ihn 1521 vor den Reichstag zu Worms (1521) forderte. Durch Luthers dritte Tochter Margarete von Kunheim war diese Urkunde nach Ostpreußen gelangt, erst in den Besitz des Kanzlers Martin von Wallenrodt und dann ins Schlossmuseum.

## Baugeschichte

### Ordenszeit
1242 wurden zwischen dem Deutschen Orden und den Lübeckern Verhandlungen geführt über die Anlage einer Hafenstadt in „Portu Lipze“ an dem Flusse, der „Pregore oder Lipza genannt wird“. Man dachte zunächst an die Gründung eines Stadtstaates durch Lübeck. 1246 kam es dann zu Vereinbarungen, nach denen der Orden selbst die Stadtgründung übernehmen und neben der Stadt eine Burg bauen sollte. Mehrfach wurden auch Kriegszüge ins Samland unternommen. Aber die Durchführung des Planes wurde durch sonstige politische und kriegerische Ereignisse aufgehalten. Erst 1255 drang unter Führung des Ordens ein großes Kreuzfahrerheer des Königs Ottokar II. Přemysl von Balga her über das Eis des Frischen Haffs ins Samland ein. So wurden die Samen, die in Erwartung dieses Angriffs die Pregellinie besetzt hatten, umgangen. Weit ausholend zogen die Truppen des Ordens, alles verheerend, wandten sich südwärts und schlugen die Verteidiger der Pregellinie.
Auf einem Berg in einem Wald, der von den Prußen Tuwangste (auch Twangste, Twangst, Twongst, Twoyngst) genannt wurde, lag eine alte Feste der Prußen. Der Name dieser Burg leitet sich von dem Wort „wangus“ ab und beschreibt einen Holzschlag in einem Eichwald. Da die Eiche das Symbol des prußischen Donnergottes Perkunos war und unter Tabu stand, verbot es sich für die prußischen Ureinwohner, einen Eichwald auch nur anzutasten. Der Orden gründete dort die Burg, die König Ottokar zu Ehren „Königsberg“ genannt wurde, und zog ein großes Heer von Prußen zur Fronarbeit für den Bau zusammen. Die erste Burg, das „castrum antiquum“, lag an der Stelle, an der sich später die Vorburg des Schlosses, dann die Kürassierkaserne und seit 1926 das Reichsbankgebäude erhob. Beim Bau des Reichsbankgebäudes wurden geringe Reste einer Plankenbefestigung freigelegt, ebenso durch Steinpackungen festgelegte Pfähle, die wahrscheinlich als Grundpfähle für Holzbauten gedient haben.
1260 brach ein großer Prußenaufstand aus. Die Burg wurde lange belagert, hielt aber stand. Die Burg war nach dem Verlust der Marienburg an Polen von 1457 bis 1525 Residenz der Hochmeister des Deutschen Ordens. Die Befestigungs- und Burgbauten des Ordens begannen bald nach der Besitzergreifung des Bergplateaus im Jahre 1255. Als vorläufiger Schutz wurde nach dem Pregel eine Erdwallburg erbaut, die auch später noch den Charakter einer Vorburg behielt. Gleichzeitig wurde aber schon mit dem Ausbau der Hauptburg begonnen. Schon wenige Jahre nach dem Baubeginn war die Burg so wehrhaft, dass sie im großen Preußenaufstand (um 1260) einer dreijährigen Belagerung standhielt. Aber wohl erst nach Niederschlagung dieses Aufstandes begann man mit dem Ausbau der doppelten Ringmauer, die durch neun Wehrtürme unterbrochen wurde. Von diesen Türmen ist nur der Haberturm an der Nordseite erhalten geblieben. Die übrigen Bauten, Wirtschaftsgebäude, Stallungen usw., lehnten sich von der Innenseite des Hofes aus an die Ringmauer an.
Den Raum des Oberlandesgerichts nahm im 14. Jahrhundert das Kornhaus ein. Das Konventshaus mit Kirche, Remter und Kapitelsaal schloss sich nach Westen an. Es war das Wohnhaus für den Ordensmarschall mit einem alten Wehrturm auf der Nordseite und schließlich einer Firmarie, einem Kranken- und Siechenhaus der Ordensherren, mit einer Kapelle. Um 1380 wurde schließlich als Glocken- und Wartturm der heutige Schlossturm an der Südwestecke des Konventshauses errichtet. Mit der Vollendung dieses Schlossturmes, der bis zum Ansatz der Ecktürmchen in seiner mittelalterlichen Gestalt noch heute erhalten ist, ist die Baugeschichte der Ordenszeit im Wesentlichen beendet. 1457 siedelte der Hochmeister nach dem Verlust der Marienburg nach Königsberg über und bezog hier die Wohnung des Obermarschalls, die also jetzt zur Hochmeisterwohnung wurde.

#### Die Wehrmauern
Der Bau wurde mit der Errichtung der äußeren Wehrmauer begonnen. 1263 umfasste sie das ganze Viereck des heutigen Schlosses. Ihr Verlauf lässt sich auf allen Seiten – mit Ausnahme der Westseite – genau verfolgen. Auf der Nordseite war die rund fünf bis sechs Meter hohe, etwa zwei Meter starke Feldsteinmauer fast in ganzer Länge erhalten. Ursprünglich hatte die Wehrmauer einschließlich des in Ziegeln gemauerten Wehrganges eine Höhe von sieben bis acht Metern. Auf dieser Nordseite sind noch heute außer dem nordöstlichen Eckturm, dem sogenannten Haberturm, zwei viereckige kräftige Türme erhalten, deren westlicher durch eine Bauinschrift annähernd zu datieren ist. Die Ostmauer ist nur in ihrem nördlichen Teil bis über das Schlosstor hinaus erhalten, in ihrem weiteren Verlauf nach Süden durch Zeichnungen des 18. Jahrhunderts festzustellen. Sie besaß ebenso wie die Westmauer keine Zwischentürme. In dem unteren Teil der Südmauer ist Feldsteinmauerwerk erhalten. Dieses hört nach oben hin ganz unregelmäßig auf.
Im sogenannten Städtekrieg Mitte des 15. Jahrhunderts wurde diese gegen die Altstadt hin gelegene Mauer mit vier Türmen von den aufständischen Bürgern niedergerissen. Erst 1482 baute sie der Orden wieder auf. Dabei wurden die damals noch stehenden älteren Mauerreste wieder benutzt. Auch die Grundmauern der drei viereckigen Türme und des ebenfalls viereckigen südöstlichen Eckturms wurden beim Wiederaufbau benutzt, wie durch Grabungen festgestellt wurde. Der südwestliche Eckturm aus dem Ende des 16. Jahrhunderts wurde beim Aufbau des Schlosskirchenflügels beseitigt. Es waren also außer den vier Ecktürmen zwei nördliche und drei südliche, insgesamt neun Türme vorhanden.

#### Das Konventshaus
Die Entstehungszeit des Konventshauses und des Danzkers lässt sich nicht mehr mit Sicherheit festzustellen. Das Konventshaus muss früher gebaut worden sein als die Herrenfirmarie, da diese in ihrem Grundriss und ihrer Gestaltung auf das Konventshaus Rücksicht nimmt. Die Grundmauern des Westflügels hat man vielleicht bei dem Neubau teilweise wieder benutzt. Die Fundamente der drei anderen Flügel, soweit sie unter dem jetzigen Hofpflaster lagen, konnten bei der Grabung 1926/1927 freigelegt werden. Wenn man annimmt, dass der alte Schlossbrunnen, der erhalten war, sich etwa in der Hofmitte des Konventshauses befunden hat, ergeben sich für dieses folgende Abmessungen: Hof 22,85 × 29 Meter, Außenmaße des vierflügeligen Hauses 47,5 × 58 Meter. Nord- und Südflügel stießen bis zur Ostmauer durch, so dass der Ostflügel zwischen die beiden anderen Flügel geschaltet war.
Alle drei ausgegrabenen Flügel sind zweischiffig, Nord- und Südflügel waren ursprünglich durch keinerlei Quermauern geteilt. Im breiteren Südflügel sind die in den oberen Geschossen früher vorhandenen Querteilungen daran zu erkennen, dass zu ihrer Unterstützung statt einer Mittelstütze je zwei Stützen angeordnet sind. Beim Bau des Schlosskirchenflügels unter Markgraf Georg Friedrich in den letzten Jahrzehnten des 16. Jahrhunderts wurden die damals noch stehenden Teile des Konventshauses, der Süd- und Westflügel, abgerissen.

#### Die Herrenfirmarie
Die Firmarie, das Siechenhaus und Altersheim der Ordensbrüder, war in der Nordwest-Ecke der Burg errichtet. Sie hatte zwei durch eine ein Stein starke Wand voneinander getrennte kreuzgewölbte Räume (Rippengewölbe) mit breiten Fensternischen in der Nordwand. Der östliche dieser Räume ist durch einen Umbau des 15. Jahrhunderts fast bis zur Unkenntlichkeit verstümmelt, aber aus den Spuren im Mauerwerk zu rekonstruieren.

#### Die Wohnung des Obersten Marschalls
Das Haus wurde erbaut, nachdem ältere Bauten, die sich an die äußere Wehrmauer lehnten, beseitigt waren. Sein Raumprogramm umfasste für das Hauptgeschoss die üblichen Räume: Wohnzimmer, Schlafzimmer, Dienerstube, Remter und Eingangsflur. Außerdem wurde gleichzeitig eine Kapelle für die Firmarie erbaut, die St. Anna-Kapelle. Die Abmessungen sind beträchtlich. Das konstruktive System des Gebäudes beruht auf zwei nebeneinanderliegenden Fluchten von Sterngewölben. Im 15. Jahrhundert sind die Gewölbe über Eingangshalle, Dienerstübchen und Remter durch große über die ganze Gebäudetiefe reichende Sterngewölbe ersetzt worden, so dass der Eindruck wesentlich verändert ist. Vom Hofe her stieg man auf einer Treppe zum Obergeschoss mit zwei Laubengängen. Von dem oberen Laubengang führte ein spitzbogiges Portal in die Eingangshalle. Das Türgewände besteht zum Teil aus ungewöhnlich hohen Profilziegeln, die nach Art von Hausteinquadern in die Ziegelwand eingesetzt sind. Die Flurhalle hatte ursprünglich nicht die jetzige Größe. An der nach Osten liegenden Wand zeichnen sich zwei spitzbogige Schildbögen ab, gleichzeitig aber auch zwei Türen, je eine unter jedem Schildbogen. Später, als im 16. Jahrhundert ein Obergeschoss über dem Hauptgeschoss gebaut wurde, wurde auch eine größere Treppe ersetzt.
Die Gewölbe waren seltsam ausgestaltet. Die Gewölbeanfänger aus Kalkstein stützen sich auf skulptierte Kalksteinkonsolen: ein kauerndes Männchen, ein Hund mit Schellenhalsband, ein Widderkopf, eine Maßwerkkonsole. Die Bedeutung blieb unklar. Das westliche Hoffenster hatte eine mannshohe Brüstung. An dieser befand sich die Türöffnung zu einer bis zum Keller hinab führenden Wendeltreppe in der Mauerdicke. Reste von Wandmalereien des 15. Jahrhunderts sind erhalten: über der Eingangstür der Wohnstube das Wappen des vorletzten Hochmeisters Friedrich von Sachsen. Auch die Schlafstube hatte, wie der Wohnraum, skulptierte Konsolen und Gewölbeanfänger aus Kalkstein.

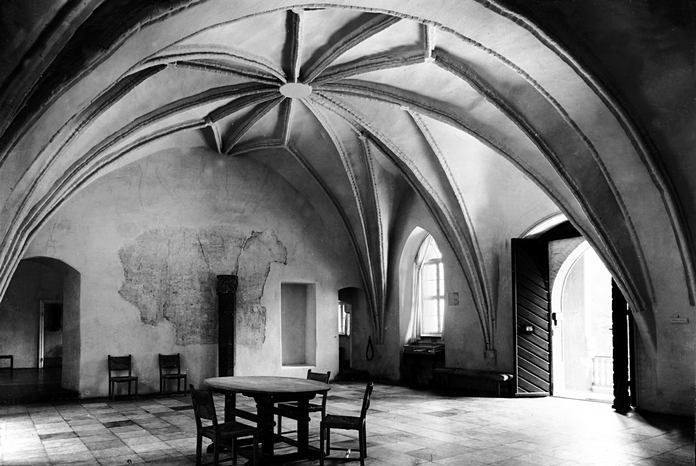
Wohnung des Ordensmarschalls
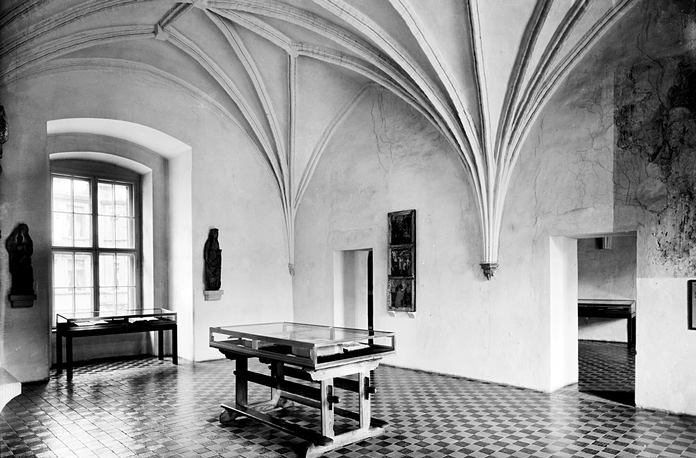
Ausstellungsräume
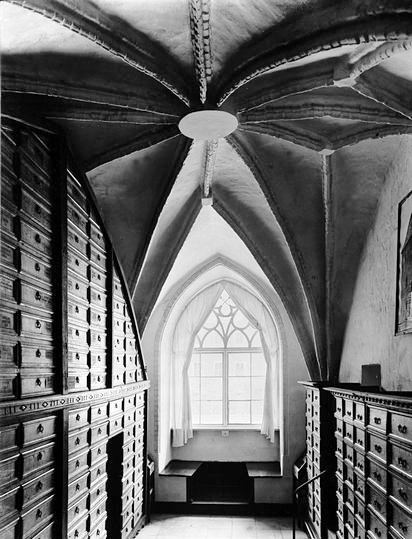
Archive
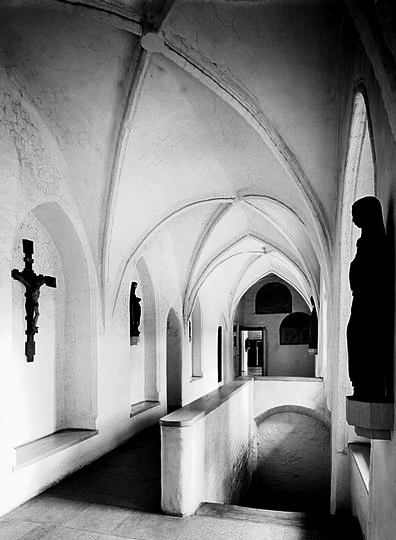
Flur der Firmarie

### Zeit der Herzöge von Preußen
Das Schloss war seit 1525 Residenz der preußischen Herzöge und seit dem 17. Jahrhundert Nebenresidenz der brandenburgischen Kurfürsten. Albrecht, Markgraf zu Brandenburg, der von 1511 bis 1525 Hochmeister war, verwandelte den Ordensstaat in ein weltliches Herzogtum, und damit gleichzeitig führte er die Umwandlung der Ordensburg in das Wohnschloss der Herzöge von Preußen durch. Sein erster Baumeister, Friedrich Nußdörfer aus Nürnberg, erbaute Teile des Ostflügels, den Albrechtsbau (später Oberlandesgericht Königsberg) und insbesondere das 1532 datierte Albrechtstor.

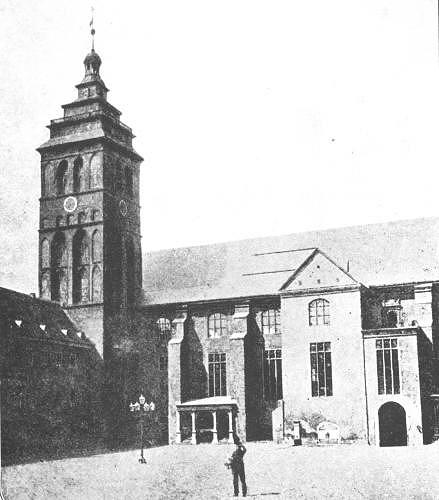
Schlossturm mit altem Turmhelm

Mit dem Ende der Ordensherrschaft 1525 und der Einrichtung einer herzoglichen Hofhaltung wurden erhebliche Änderungen am Baubestand des Schlosses notwendig. Es wurden in verstärktem Maße Verwaltungsräume gebraucht, sehr bald auch Repräsentationsräume und Gemächer für die Herzogin und den Hofstaat. Man wird auch die mittelalterlichen Räume als altmodisch empfunden haben, besonders da der neue Renaissancebaustil sich durchzusetzen begann. Zunächst begann man mit dem Verändern der Ostfront. Das Osttor erhielt an Stelle der mittelalterlichen Toröffnung ein rundbogiges Einfahrtstor, das von zwei Pilastern und einem oben flachrunden Giebelfelde umrahmt wird. Albrecht (Preußen) legte auch den Grundstock zur berühmten Silberbibliothek. Christian Hoffmann und Christof Römer haben dann seine Bauideen verwirklicht, die Ostfront vollendet und den ganzen Südflügel bis 1569 erbaut. Insgesamt wurde die Burg seit 1532 im Ost- und Südflügel zu einem prächtigen Renaissanceschloss ausgebaut. Markgraf Georg Friedrich I. (Brandenburg-Ansbach-Kulmbach) wollte eine Kirche und einen großen Fest- und Empfangssaal, um so das Wohnschloss der Herzöge zum Repräsentationshaus des Herzogtums Preußen zu steigern. So entstand in etwa einem Jahrzehnt die von zwei mächtigen Rundtürmen begrenzte, zweischiffige niedrig gehaltene Schlosskirche (Königsberg) und darüber der riesige Moskowitersaal. Unter Kurfürst Friedrich Wilhelm (Brandenburg) kam es zu frühen Ausstattungen im Stil des niederländischen Barock.

### Zeit der Könige von Preußen
In den auf die Königskrönung folgenden Jahren erfolgte die Errichtung des südlichen Barockflügels, des Unfriedtbaus (auch Friedrichsbau genannt) durch den Baumeister Joachim Ludwig Schultheiß von Unfriedt. Der Plan sah vor, an der Stelle des Ostflügels einen dreigeschossigen Bau mit Triumphbogeneingang und zwei vorgezogenen Seitenflügeln zu errichten. Der Umbau wurde 1705 begonnen und bis 1712 zu einem Drittel (dem südlichen Teil) durchgeführt. König Friedrich Wilhelm I. ließ den weiteren Ausbau 1713 stoppen. Seitdem wurde das Schloss ganz überwiegend von der Landesverwaltung (z. B. Kriegs- und Domänenkammer, Gerichte) genutzt. Im Jahr 1861 krönte sich im Schloss König Wilhelm I. Der Schlossturm erhielt nach dem Entwurf von Friedrich August Stüler in den Jahren 1864–66 an Stelle der barocken Laterne einen neogotischen Turmhelm mit vier Ecktürmchen. Der Turm war nun 82 Meter hoch und wurde zu einem Wahrzeichen der Stadt. Die königlichen Repräsentations- und Wohnräume im Unfriedtbau, die Schlosskirche und der Moskowitersaal konnten besichtigt und Archiv und Bibliothek öffentlich genutzt werden.

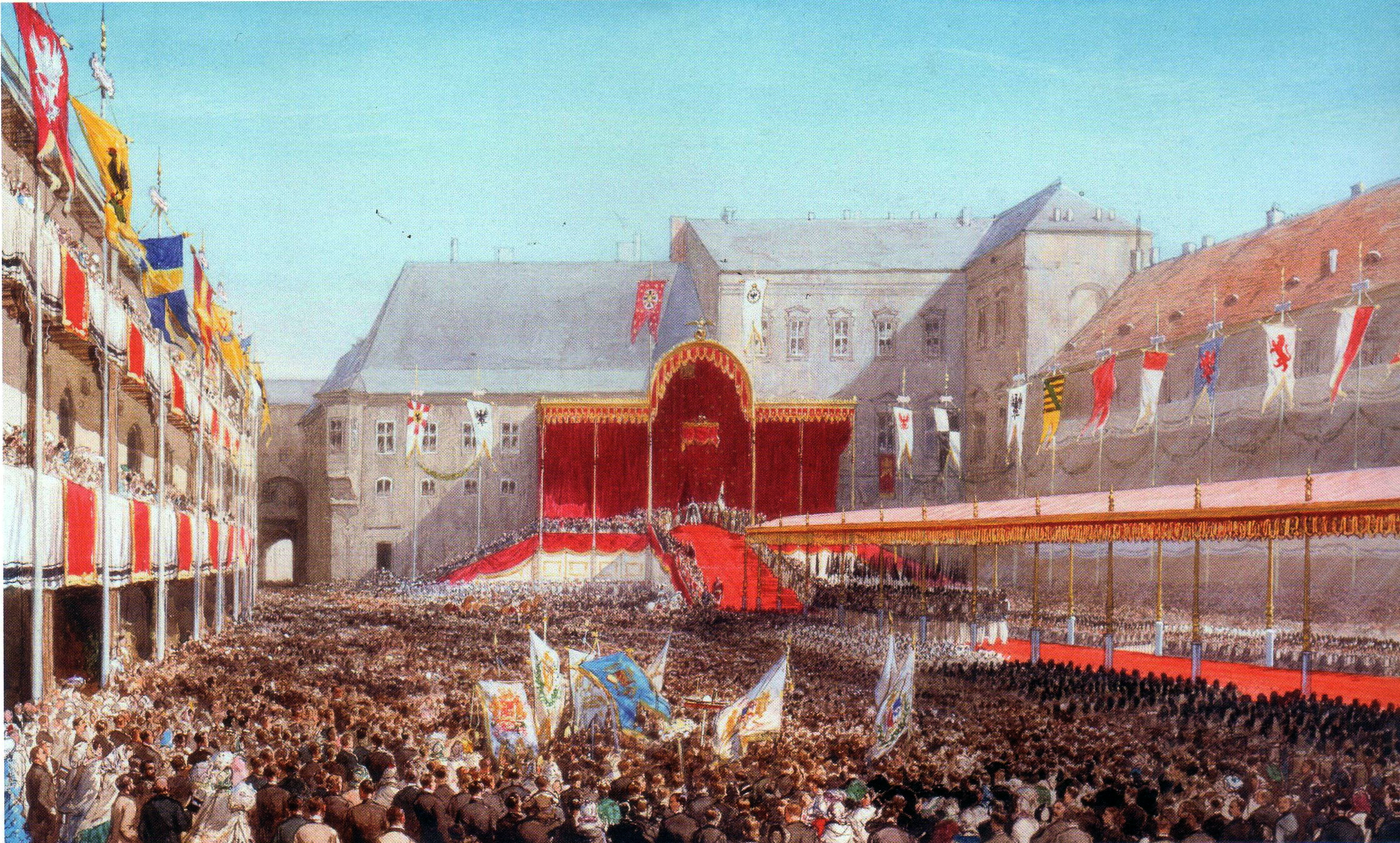
Krönungszug für Wilhelm I.
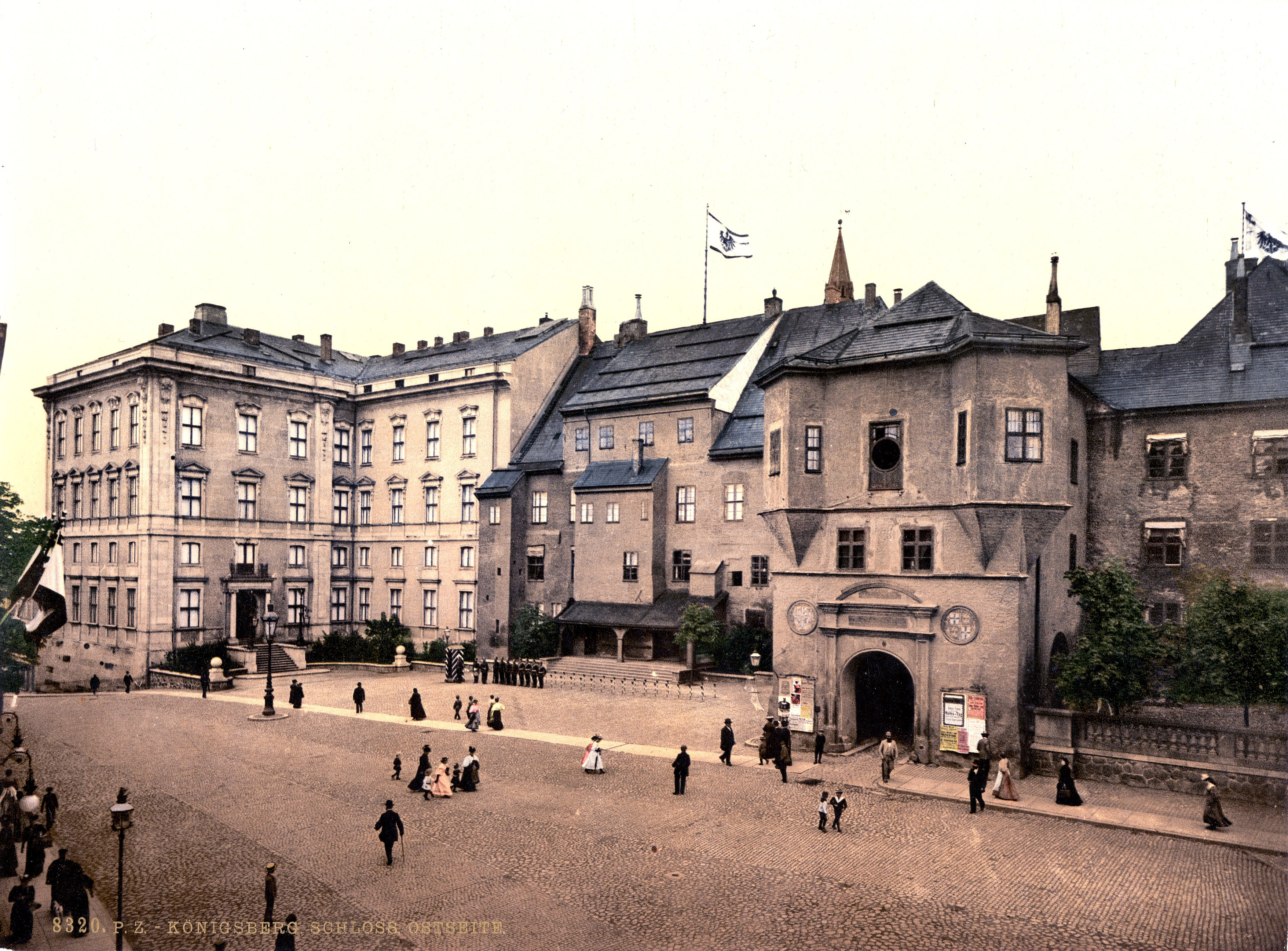
Unfriedtbau, Verwaltung, Albrechtstor (1900)

### Weimarer Republik und Drittes Reich
Vor dem Zweiten Weltkrieg waren in Teilen des Schlosses das Landesmuseum und die Gemäldesammlung untergebracht. Es beherbergte unter anderem die 240.000 archäologischen Exponate der Prussia-Sammlung, eine Sammlung der Staats- und Universitätsbibliothek Königsberg mit der berühmten Silberbibliothek aus dem 16. Jahrhundert sowie zahlreiche Gemälde des Malers Lovis Corinth. Während des Zweiten Weltkrieges diente das Schloss als Depot von erbeutetem russischen Kunstgut, darunter auch das seit 1945 verschollene Bernsteinzimmer sowie das erotische Mobiliar von Katharina der Großen.
Berühmt war das Weinlokal Blutgericht. Im Zweiten Weltkrieg brannte das Schloss bei den britischen Luftangriffen auf Königsberg Ende August 1944 völlig aus; die dicken Mauern und der Schlossturm hielten dem späteren sowjetischen Artilleriebeschuss in der Schlacht um Königsberg im April 1945 teilweise stand.
Von 1920 bis 1945 war Hans Gerlach der federführende Restaurator des Schlosses.

### Sowjetunion
Das zum großen Teil zerstörte Königsberg fiel 1945 mit dem gesamten nördlichen Teil Ostpreußens an die Sowjetunion und wurde 1946 in Kaliningrad umbenannt. Kaliningrad sollte als sowjetische Musterstadt auf den Trümmern Königsbergs neu entstehen, möglichst ohne dabei an die deutsche Vergangenheit zu erinnern. Die Schlossruine war in der Nachkriegszeit dem Verfall preisgegeben. Der stark beschädigte, 82 Meter hohe Schlossturm, der eines der bedeutendsten Wahrzeichen Königsbergs gewesen war, wurde 1953 gesprengt. Die noch stehenden Teile der Schlossruine, aus Sicht sowjetischer Regierungskreise ein fauler Zahn des preußischen Militarismus, ließ Leonid Breschnew 1968 trotz der Proteste von Kaliningrader Studenten und Intellektuellen sprengen und restlos abräumen.
Anstelle des Schlosses sollte auf dem sogenannten Zentralplatz neben dem zugeschütteten ehemaligen Burggraben das Haus der Sowjets gebaut werden. Der 1970 begonnene Verwaltungsbau musste aus statischen Gründen aufgegeben werden und blieb als Bauruine liegen: Der zu mächtig geplante, überdimensionierte Bau versank langsam im weichen Boden, weshalb die Bewohner Kaliningrads ihn lange Zeit auch Rache der Preußen nannten. Der unvollendete und ungenutzte Bau bekam im Jahr 2005 anlässlich eines Besuchs des russischen Präsidenten Wladimir Putin eine renovierte Fassade mit Glasfenstern. Die Kaliningrader Stadtverwaltung erörterte eine Zeit lang Möglichkeiten, mit finanzieller Unterstützung des russischen Kulturministeriums das Schloss wiederaufzubauen.

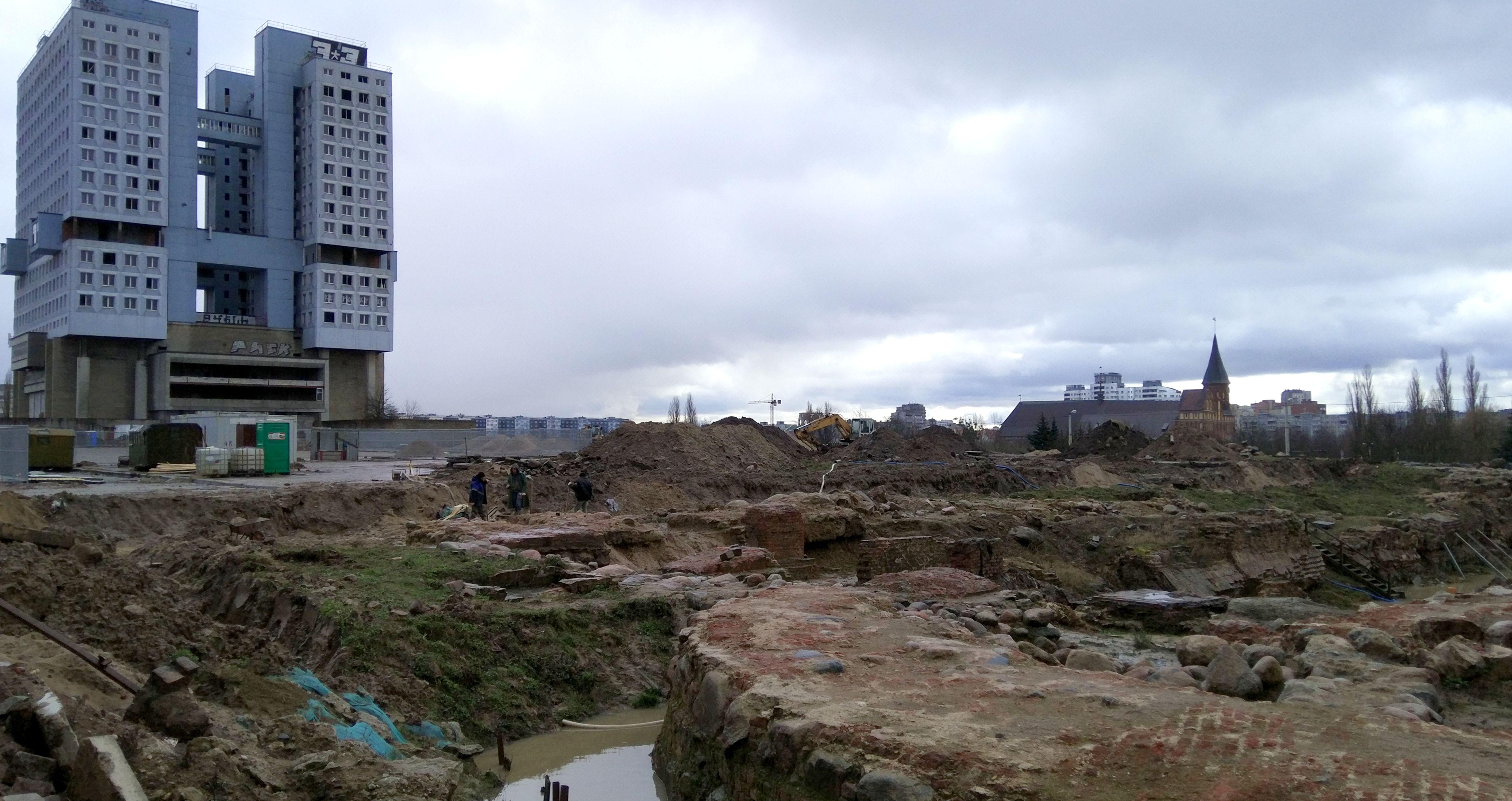
Ausgrabungen am ehemaligen Standort des Schlosses (2018)

Im Gegensatz zum Königsberger Dom, der seit einigen Jahren renoviert wird, stünde man hier jedoch vor der schwierigen Aufgabe, das Schloss von Grund auf neu zu errichten, so dass diese Pläne vorerst nicht weiter verfolgt wurden. Stattdessen wird der Zentralplatz neu gepflastert.

### Wiederaufbaupläne und Gegenwart
Zwischen 2001 und 2008 finanzierte das deutsche Nachrichtenmagazin Der Spiegel die Freilegung von Teilen des Schlosskellers, die vom Kaliningrader Kunsthistorischen Museum durchgeführt wurden. Man hoffte, dort auf verschüttete Kunstschätze des früheren Schlossmuseums und möglicherweise auch auf Reste des Bernsteinzimmers zu stoßen. Bis 2008 wurden tausende von Gegenständen entdeckt. Im Juni 2005 fand man eine verborgene Silberschatulle mit Medaillen und Amuletten, was in Fachkreisen als Sensation gewertet wird. Es war zunächst geplant, nach Abschluss der Ausgrabungen Teile der Kellergewölbe des Schlosses als Freilichtmuseum zugänglich zu machen. Im weiteren Verlauf plante man Pressemeldungen zufolge einen historisierenden Wiederaufbau des Schlosses als Kulturzentrum. 2008 stellte der Spiegel die Finanzierung der Grabungen jedoch ein. Grund sei das „Desinteresse der Kaliningrader Behörden am Fortgang der Ausgrabungsarbeiten“. Auch der immer wieder erwogene Wiederaufbau des Schlosses für einen neunstelligen Euro-Betrag erfährt seit den 2010er Jahren wieder weniger Berücksichtigung.
Im Jahr 2008 geriet der Spiegel, der die Ausgrabungen bezahlte, in Konflikt mit der Kaliningrader Seite. Die örtlichen Behörden verlangten, dass der Spiegel für die Erhaltung der Ausgrabungen aufkomme, bevor sie mit den weiteren Arbeiten fortfahre. Der Spiegel beschloss daraufhin, die Finanzierung einzustellen. Die Kaliningrader Seite führte die Ausgrabungen nicht auf eigene Kosten fort und konservierte den offenen Teil nicht. Nach Abschluss der Spiegel-Ausgrabungen wurde die Existenz des Königsschlosses für die Behörden der Region Kaliningrad nicht mehr interessant. Nach Georgy Boos übernahm Nikolai Tsukanov das Amt des Gouverneurs, der auch den Wiederaufbau des Schlosses unterstützte. Im Jahr 2012 schätzte die Leiterin für den Schutz von Kulturgütern, Larisa Koptseva, die Kosten für die Erhaltung der Ruinen mit dem Bau einer gläsernen Kuppel auf „25 bis 35 Millionen Rubel“. Das Projekt „Herz der Stadt“ stoppte einige Jahre später mit der Ankunft von Anton Alikhanov, der sich im Gegensatz zu seinen Vorgängern nicht als Unterstützer der Restaurierung des Königsschlosses herausstellte.
Die Stadtverwaltung Kaliningrads hat im November 2021 entschieden, die Ausgrabungen des Königsschlosses durch ein „Verfüllen mit Erdreich“ zuzuschütten. Das sagte Jewgenij Maslow, Leiter der regionalen Denkmalschutzbehörde. Jewgeni Maslow beschreibt einen archäologischen Park, in dem erhaltene Teile des Schlosses sein sollen. Satellitenbilder aus dem Jahre 2024 zeigen, dass sich auf dem ehemaligen Gelände des Königsschlosses nun ein Parkplatz sowie ein Park befinden. Der Ausgrabungsteil mit den meisten Resten wurde ebenfalls zugeschüttet und umzäunt und ist nun mit Gras bewachsen.